# فيليب أوليفاريس
فيليب أوليفاريس (بالإسبانية: Felipe Olivares)‏ (5 فبراير 1910) لاعب كرة قدم مكسيكي راحل كان يجيد اللعب في خط الهجوم .
شارك مع منتخب المكسيك في بطولة كأس العالم 1930 في الأوروغواي .

## وصلات خارجية
- فيليب أوليفاريس على موقع الاتحاد الدولي (مؤرشف)  (الإنجليزية)
- فيليب أوليفاريس على موقع قاعدة بيانات كرة القدم.إي يو (الإنجليزية)
- فيليب أوليفاريس على موقع ناشيونال فوتبول تيمز (الإنجليزية)
- فيليب أوليفاريس على موقع Soccerway.com (الإنجليزية)
- فيليب أوليفاريس على موقع عالم كرة القدم.نت (الإنجليزية)
- فيليب أوليفاريس على موقع أوليمبيديا (الإنجليزية)

- هذا السيرة الذاتية